# Paróquia Santa Isabel (São Carlos)
A Paróquia Santa Isabel está localizada no bairro Vila Isabel, no município de São Carlos, São Paulo, Brasil.
O Santuário Nossa Senhora Aparecida da Babilônia, está subordinado a esta paróquia.

## História
Originada de uma capela existente desde 1898, a Paróquia Santa Isabel, foi criada em 3 de março de 1962. Foi a segunda a ser desmembrada da Catedral e a padroeira escolhida foi Santa Isabel, cujo padre na época era Antônio Tombolato que já estava designado pároco da igreja de 1961, assumiu a paróquia, onde ficou por muito anos.
O padre Antônio Tombolato, levantou fundos, através de quermesses e festas, e comprou o terreno ao lado da igreja, onde construiu a Creche Divina Providência, para atender todas as crianças carentes do bairro.
Pelo seu trabalho junto a paróquia, o padre Antônio Tombolato foi conduzido pelo bispo ao título de cônego e posteriomente a monsenhor.
O Cônego Tombolato é agora pároco emérito da Paróquia de Santa Isabel.

### Festas
O dia 04 de julho é o grande dia da festa de Santa Isabel de Portugal. Com missas pela manhã, às 6h30, às 15h e procissão e missa às 19h. Durante o dia temos o tradicional bolo de Santa Isabel.
No mes de julho a Procissão de São Cristóvão com a benção dos caminhoneiros e motoristas e seus veículos, indo até o Santuário Nossa Senhora Aparecida da Babilônia.
- No mes de setembro a romaria a pé e cavalgada percorrendo 13 km de São Carlos ao Santuário em oração e a na chegada a benção do bolo de Nossa Senhora da Conceição Aparecida.[5]